# Brentwood (Los Angeles)
Brentwood – dzielnica w zachodniej części Los Angeles. W 2008 roku szacowano liczbę mieszkańców na 33 312 osób. Położona jest u stóp gór Santa Monica. Jej granice wyznaczają San Diego Freeway, od wschodu Wilshire Boulevard, od południa granica miasta Santa Monica, od zachodu granica Parku Stanowego Topanga, natomiast poprzez góry granicą jest Mulholland Drive.
Nie należy mylić Brentwood w Los Angeles z miastem Brentwood w hrabstwie Contra Costa oraz tak samo nazwanym obszarem w mieście Victorville w hrabstwie San Bernardino.

## Historia
Obszar dzisiejszego Brentwood był częścią terenu meksykańskiego rancza San Vincente y Santa Monica, które zostało sprzedane przez rodzinę Sepulveda po wojnie amerykańsko-meksykańskiej. W 1916 został włączony do Los Angeles.
W The Sunset Fields Golf Club, od roku 1941 znanym pod nazwą Brentwood Country Club odbyły się zawody pięcioboju nowoczesnego podczas  Letnich Igrzysk Olimpijskich w Los Angeles w 1932 roku.
W 1961 roku w Brentwood wybuchł jeden z najpotężniejszych pożarów w historii Stanów Zjednoczonych. W jego wyniku spłonął obszar o wielkości ok. 65 km², zniszczeniu uległy 484 domy i 190 innych budowli.
Brentwood jest jedną z najzamożniejszych dzielnic Los Angeles.